# Нурхон Юлдашходжаєва
Нурхон Юлдашходжаєва ( узб. Nurxon Yoʻldoshxoʻjayeva Нурхон Юлдашева ) була однією з перших узбецьких жінок, які танцювали на сцені без паранджи .  Вона народилася в 1913 році в Маргілані, місті Ферганської області, і була вбита власним братом, клинковою зброєю за те, що вона танцювала перед аудиторією звідкритим обличчям внаслідок вбивства честі в 1929 році  Батько Нурхони Йўлдошхўжаєвої і її брат Саліходджа були страчені за участь у вбивстві Мінбаші, який замовив вбивство, був засланий.

## Вбивство честі
Нурхон у молодому віці втекла з дому, щоб приєднатися до російської танцювальної трупи.  Її колегами були: майбутня народна артистка СРСР Тамара Ханум і майбутня народна артистка Узбекистану Гавхар Рахімова. Невдовзі після приєднання до групи, 8 березня 1928 року вона та інша танцівниця вийшли на сцену та публічно зняли покривала. Коли танцювальний колектив був у її рідному Маргілані, вона вирішила відвідати рідних. Тітка привела її в будинок і сказала, що її шукає брат. Потім він зарізав її до смерті та відразу ж зізнався у злочині після того, як поліція прибула на місце події.  Він визнав, що вбивство було навмисним за наполяганням їхнього батька, мін-боші та мулли Камаля Г'ясова, які змусили його присягнути на Корані вбити її.  Наступного дня після її смерті на площі відбулися масові похорони. Тисячі людей відвідали меморіал, а жінки скидали покривала перед її труною.   Згодом її батька та брата засудили та стратили за участь у вбивстві, а мін-боші та муллу заслали. 

## Наслідки
Після смерті вона була вшанована владою СРСР як мужній радянський взірець і мучениця, подібна до Турсуної Сайдазімової . Пам'ятник Нурхону  споруджено і встановлено в Маргілані перед будинком культури. Створена скульптором Валентином Клебансовим у 1967 році , статую Нурхона було демонтовано в 1993 році, незабаром після розпаду Узбецької Радянської Соціалістичної Республіки в 1991 році;   Пам'ятник молодій жінці, що уособлює боротьбу за жіночу емансипацію, вважався аморальним у пострадянському Узбекистані.  У місті Фергана є кінотеатр, який досі носить її ім'я, кінотеатр «Нурхон». 
Каміль Яшен написав популярний мюзикл про життя Нурхона, зобразивши її мученицею. У 1968 році був відкритий пам'ятник дівчині В. Клебанцова. Пам'ятник був демонтований в 1991 році незабаром після розпаду СРСР і утворення незалежної Республіки Узбекистан, оскільки статуя, присвячена феміністці епохи «Худжум», вважалася незручною для пострадянської епохи

## Дивись також
- Турсуной Саідазімова
- Тамара Ханум
- Убивство честі
- Емансипація жінки
- Худжум